# Králíček Petr
Králíček Petr (v anglickém originále Peter Rabbit) je americký animovaný komediální film z roku 2018. Režie se ujal Will Gluck a se scénářem mu pomohl Rob Lieber. Snímek je inspirován příběhem Beatrix Potter. Svůj hlas propůjčil hlavní postavě James Corden. Dále si hlavní role zahráli Rose Byrne, Domhnall Gleeson, Sam Neill, Daisy Ridley, Elizabeth Debicki a Margot Robbie. Film měl premiéru dne 9. února 2018 ve Spojených státech a dne 22. března 2018 v České republice. Celosvětově pak vydělal přes 351 milionů dolarů. Sequel bude mít premiéru dne 3. dubna 2020.

## Obsazení
- Domhnall Gleeson jako Thomas McGregor
- Rose Byrne jako Bea
- Sam Neill jako pan McGregor
- Marianne Jean-Baptiste jako generální manažer obchodu Harrods
- Felix Williamson jako Derek
- James Corden jako Peter Rabbit
- Daisy Ridley jako Cottontail Rabbit
- Margot Robbie jako Flopsy Rabbit
- Elizabeth Debicki jako Mopsy Rabbit
- Colin Moody jako Benjamin Bunny
- Sia jako paní Tiggy-Winkle
- Domhnall Gleeson jako pan Jeremy Fisher
- Rose Byrne jako Jemima Puddle-Duck
- Sam Neill jako Tommy Brock
- Fayssal Bazzi jako pan Tod
- Ewen Leslie jako Pigling Bland
- Christian Gazal jako Felix D'eer
- Rachel Ward jako Josephine Rabbit
- Bryan Brown jako Peterovo otec
- David Wenham jako Johnny Town-Mouse
- Will Reichelt jako JW Rooster II

Jessica Freedman, Shana Halligan, Katharine Hoye, Chris Mann, Chad Reisser a Fletcher Sheridan propůjčili své hlasy Zpívajícím vrabcům.

## Produkce
Produkce filmu byla poprvé oznámená v dubnu roku 2015, poté co bylo studio Sony Pictures napadeno hackery. Oficiální oznámení přišlo v prosinci 2015.
V srpnu 2016 bylo oznámeno, že o režii a scénář se postará Will Gluck. Spolu s ním bude na scénáři pracovat také Rob Lieber. Bylo oznámeno, že James Corden svůj hlas propůjčí králíčkovi Petrovi a Rose Byrne si zahraje jednu z hlavních rolí. Studio Animal Logic pro film vytvářelo vizuální efekty a animace. V září 2016 byli do rolí obsazeni Daisy Ridley a Elizabeth Debicki. Další měsíc bylo potvrzeno obsazení Domhnalla Gleesona a Margot Robbie. V listopadu se do role paní Tiggy-Winkle obsadila zpěvačka Sia.

### Natáčení
Dne 18. prosince 2016 byl zveřejněn první obrázek hlavní postavy, společně s filmovým logem. Produkce byla zahájena v prosinci 2016. Živé scény se natáčely v parku Centennial Park v Sydney. V březnu 2017 se natáčelo na nádraží Mortuary railway station v Sydney, které bylo ve filmu zobrazeno jako Paddington station v Londýně.

## Přijetí

### Tržby
Film vydělal 115,3 milionů dolarů v Severní Americe a 235,9 milionů dolarů v ostatních oblastech, celkově tak vydělal 351,2 milionů dolarů po celém světě. Rozpočet filmu činil 50 milionů dolarů. Za první víkend docílil druhé nejvyšší návštěvnosti, kdy vydělal 25 milionů dolarů. Předpokládaný byl výdělek kolem 16 milionů dolarů. Ve Velké Británii se stal nejvýdělečnějším filmem roku 2018, s výdělkem 56,3 milionů dolarů. V Číně vydělal 26,5 milionů dolarů, v Austrálii (20,2 milionů dolarů), ve Francii (12,3 milionů dolarů) a v Německu (12,1 milionů dolarů). V České republice vydělal přes 1,1 milionů dolarů. 

### Recenze
Na recenzní stránce Rotten Tomatoes získal z 126 započtených recenzí 64 procent s průměrným ratingem 5,8 bodů z deseti. Na serveru Metacritic snímek získal z 26 recenzí 51 bodů ze sta. Na Česko-Slovenské filmové databázi si snímek k 2. září 2018 drží 72 procent.

## Sequel
Studio Columbia Pictures potvrdilo, že sequel bude mít premiéru dne 7. února 2020 a Gluck se vrátí k režii a scénáři.